# Этилванилин
Этилванилин (этилванилаль, арованилон) — бесцветные чешуйчатые кристаллы с запахом ванили с цветочным оттенком. Применяется в качестве ароматизатора в пищевой промышленности.

## Синтез и применение
Этилванилин является аналогом (гомологом) ванилина, в котором в положении 3 метоксигруппа заменена на этоксильную. Синтез этилванилина аналогичен синтезу ванилина из гваякола (монометилового эфира пирокатехина), в качестве исходного вещества используют моноэтиловый эфир пирокатехина:
Этилванилин используется как ароматизатор, в основном в кондитерской промышленности, его запах сильнее, чем у ванилина, в ≈3 раза.